# Markarova špilja
Markarova špilja este o arie protejată (sit de importanță comunitară — SCI) din Croația întinsă pe o suprafață de 114,17 ha, integral pe uscat.

## Localizare
Centrul sitului Markarova špilja este situat la coordonatele 45°02′00″N 15°15′31″E / 45.033403°N 15.258625°E.

## Înființare
Situl Markarova špilja a fost declarat sit de importanță comunitară în iulie 2013 pentru a proteja 1 specie de animale.

## Biodiversitate
Situată în ecoregiunea alpină, aria protejată conține 1 habitat natural: Peșteri inaccesibile publicului.
La baza desemnării sitului se află o specie protejată de  amfibieni: proteu de peșteră (Proteus anguinus).